# 為愛犯了罪
《為愛犯了罪》是台灣歌手李度的第五張專輯，在1996年6月14日推出。專輯的第一主打歌是大碟同名歌曲《為愛犯了罪》，而第二主打歌是與其師傅周華健合唱的《難以抗拒》。

## 曲目
| 曲序 | 曲名                   | 曲           | 詞           | 編曲          | 附註                                                                                  |
| 01   | 為愛犯了罪             | 賴雨辰       | 厲曼婷       | 洪敬堯        | 第一主打                                                                              |
| 02   | 難以抗拒（周華健合唱） | 賴雨辰       | 許常德       | 包小松        | 第二主打 粵語版為周華健《雪中火》                                                     |
| 03   | 我只是需要             | 李度         | 王中言       | 蔡朝華        | 第三主打                                                                              |
| 04   | 有點夢                 | 周華健       | 包小松       | 洪敬堯        | 第四主打                                                                              |
| 05   | 附屬                   | 薛忠銘       | 厲曼婷       | 王豫民        |                                                                                       |
| 06   | Right Here Waiting     | Richard Marx | Richard Marx | 包小松        | 原唱Richard Marx，粵語版是鐘鎮濤的《紅葉…斜落我心寂寞時》，國語版是李娜的《此情可待》 |
| 07   | 橡皮戒指               | 郭子         | 許常德       | 戴維雄        |                                                                                       |
| 08   | 如願                   | 李子恆       | 李子恆       | 蔡朝華        |                                                                                       |
| 09   | 只要真心               | 包小松       | 姚若龍       | 洪敬堯        |                                                                                       |
| 10   | 順其自然               | 李度         | 潘麗玉       | 包小松        |                                                                                       |
| 11   | 之間                   | 洪敬堯       | 孫維君       | 包小松        |                                                                                       |
| 12   | 就要揮別               | 徐曉菁       | 徐曉菁       | 郭宗韶 戴維雄 | 原唱為徐曉菁及楊芳儀                                                                  |

## 唱片版本
- CD版
- 錄音帶版